# Helm aus Kovali
Der Helm aus Kovali  ist ein Helm (Einteilung der russischen Helme, nach Anatolij N. Kirpichnikov, als Typ III) aus dem Gebiet der Rus.

## Beschreibung
Ein Helm besteht aus Eisen. Die Helmglocke ist aus einem Stück getrieben. Im Stirnbereich ist sie rund gearbeitet, im oberen Bereich ist sie mit Polyedern facettiert, was die Helmglocke in acht Felder unterteilt. Auf den Seiten rechts und links der Stirn sind je eine buckelförmige Einbuchtung ausgeformt. Auf der Vorderseite ist eine Erweiterung  aus dem Helm ausgeschnitten, die für besseres Sichtfeld sorgt. Die Helme sind mit Messingverzierungen  ausgestattet. Diese Helmform wurde zur Zeit der Goldenen Horde benutzt und ist äußerst selten. Helme dieser Art werden oft mit einer das Gesicht bedeckenden Maske getragen. Diese Masken sind abnehmbar oder klappbar am Helm befestigt. Die Masken sind, obwohl im Dnepr-Gebiet verwendet, als bärtiges europäisches Gesicht gestaltet. An dem ausgearbeiteten Ohr auf der linken Kopfseite und am Kinn ist je ein Ring angebracht, der wahrscheinlich zur Befestigung eines Kettenschutzes oder Kettenkragens diente. Einer dieser Helme wurde im Grabhügel (Kurgan) von Kovali (Nr. 22), ein ähnlicher im Grabhügel von Lypowez (Nr. 21) gefunden. Die Helme werden den Tschornije Klobuki (Schwarze Hüte oder Kapuzen) auch Cerkas (türkisch), Karakalpak oder Qaraqalpaq zugeordnet, einem halbnomadischen Stamm, der im Gebiet des Ros-Flusses nahe dem heutigen Kiew lebte.
Der Helm von Kovali wird heute im Ukrainischen Nationalmuseum in Kiew aufbewahrt, der von Lypowez im Eremitage-Museum in St. Petersburg.